# Аз съм с нея
„Аз съм с нея“ (на английски: I'm with Her) е американски сериал от 2003 г.
Всеки епизод е дълъг 30 минути.

## Актьорски състав
- Тери Поло – Александра Йънг
- Дейвид Сатклиф – Патрик Оуен
- Риа Сийхорн – Чери Йънг
- Дани Комден – Стиви Йохансон

## България
В България за първи път сериалът е излъчен на 18 юни 2004 г. по bTV от 21:30.